# März 2014
Portal Geschichte | Portal Biografien | Aktuelle Ereignisse | Jahreskalender | Tagesartikel

◄ |
20. Jahrhundert |
21. Jahrhundert

◄ |
1980er |
1990er |
2000er |
2010er
| 2020er | 2030er | 2040er

◄ |
2010 |
2011 |
2012 |
2013 |
2014
| 2015 | 2016 | 2017 | 2018 | ►

◄ |
Dezember 2013 |
Januar 2014 |
Februar 2014 |
März 2014 |
April 2014 |
Mai 2014 |
Juni 2014 |
►
Dieser Artikel behandelt tagesbezogene Nachrichten und Ereignisse im März 2014.

## Tagesgeschehen

### Samstag, 1. März 2014

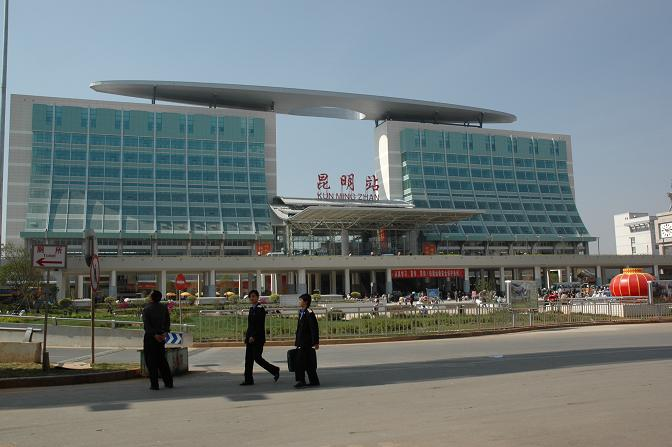
Im Bahnhof von Kunming töten mehrere unbekannte Täter mindestens 33 Menschen mit Messern

- Ajnala/Indien: Nach Ausgrabungen in einer Brunnenanlage des Gurdwara Shaheed Ganj in Ajnala (Punjab) werden die Überreste von 282 Toten untersucht. Es wird vermutet, dass es einen Zusammenhang des Leichenfundes mit dem indischen Aufstand von 1857 gegen die britische Kolonialherrschaft gibt.[1][2]
- Kairo/Ägypten: Eine neue Übergangsregierung unter Führung von Premierminister Ibrahim Mahlab wird vereidigt. Sein Kabinett umfasst 31 Minister, darunter 20 Minister aus der Vorgängerregierung wie Verteidigungsminister Abd al-Fattah as-Sisi.[3]
- Kiew/Ukraine: Der ukrainische Interimspräsident Oleksandr Turtschynow ordnet wegen der Annexion der Krim 2014 in einer im Fernsehen direkt übertragenen Rede die Alarmbereitschaft aller ukrainischen Militäreinheiten an. Russland habe für seinen „Akt der Aggression“ keine Grundlage. Meldungen über Gefahren für russische Staatsbürger oder russischsprachige Ukrainer auf der Krim seien „erdacht“.[4]
- Kunming/China: Im Bahnhof von Kunming töten mehrere unbekannte Täter mindestens 33 Menschen mit Messern, 109 weitere werden verletzt. Die Nachrichtenagentur Xinhua berichtet von fünf durch Sicherheitskräfte erschossenen Tätern.[5]
- Moskau/Russland: Der russische Föderationsrat erteilt Präsident Wladimir Putin die Erlaubnis für einen Einsatz der russischen Streitkräfte in der Ukraine. Dies sei angesichts der „außergewöhnlichen Situation“ notwendig, um russische Bürger sowie die auf der Krim stationierten Streitkräfte zu schützen, „bis sich die Lage normalisiert habe“.[6]

### Sonntag, 2. März 2014
- Brüssel/Belgien: Außerordentliches Treffen des Nordatlantikrates der NATO zur Lage in der Ukraine.
- Kiew/Ukraine: Der Nationale Sicherheits- und Verteidigungsrat der Ukraine (RNBO) ordnet die volle Mobilmachung der ukrainischen Streitkräfte an. In 11 ukrainischen Städten, darunter Charkiw, Donezk, Luhansk, Odessa und Simferopol, sollen prorussische Demonstranten an den örtlichen Verwaltungen die russische Flagge gehisst haben.[7][8][9]
- Los Angeles/Vereinigte Staaten: 86. Oscarverleihung[10]
- Maiduguri/Nigeria: Bei zwei Bombenanschlägen von mutmaßlich islamistischen Terroristen werden mindestens 35 Menschen getötet. Zeitgleich greifen bewaffnete Kämpfer im 50 km entfernten Mainok wahllos die Bewohner an und töten mindestens 39 Menschen.[11]
- Sewastopol/Ukraine: Der am 28. Februar von der Interimsregierung in Kiew ernannte Befehlshaber der ukrainischen Seestreitkräfte, Admiral Denys Beresowskyj, ist zur prorussischen Führung der Krim übergelaufen. Er gibt auf einer Pressekonferenz bekannt: „Ich, Beresowski Denis Walentinowitsch, leiste einen Treueid auf das Volk der Krim und verpflichte mich, es gemäß der Dienstordnung zu schützen“.[12]

### Montag, 3. März 2014
- Kolyma-Tiefland/Russland: Französische Wissenschaftler, darunter Jean-Michel Claverie und Chantal Abergel von der Universität Aix-Marseille, geben bekannt, ein in den Medien als „Riesenvirus“ bezeichnetes, Amöben infizierendes Virus mit Namen Pithovirus sibericum in rund 30.000 Jahre altem Permafrost-Boden entdeckt zu haben.[13]

### Dienstag, 4. März 2014
- Brüssel/Belgien: Sondersitzung der 28 NATO-Mitgliedstaaten auf Grundlage von Artikel 4 des Nordatlantikvertrages, die am Vortag von Polen beantragt wurde.[14]
- Kairo/Ägypten: Ein Gericht für dringliche Angelegenheiten in Kairo (Cairo Court for Urgent Matters) verbietet die sunnitisch-islamistische Palästinenser-Organisation Hamas in Ägypten und ordnet die Beschlagnahmung des Vermögens an.[15]
- Neapel/Italien: Der italienische Staat erlaubt die Instandsetzung der antiken Stadt Pompeji und stellt dafür rund zwei Millionen Euro zur Verfügung.[16]
- Sewastopol/Ukraine: Mutmaßlich russische Soldaten in einer Stärke von rund 400 Mann blockieren weiterhin den Zugang zum ukrainischen Luftwaffenstützpunkt Belbek und die dortige Landebahn und geben erstmals auf ukrainische Soldaten Warnschüsse ab. Nach Angaben des vor Ort stationierten ukrainischen Offiziers Olexeij Chramow hat eine Gruppe unbewaffneter Militärangehöriger versucht, den Stützpunkt und damit ihren Arbeitsplatz zu betreten. Rund 300 ukrainische Soldaten unter Führung von Oberst Jurij Mamchur befinden sich auf dem Militärflugplatz.[17][18]

### Mittwoch, 5. März 2014
- Brüssel/Belgien: Die Europäische Kommission verhängt in einem Kartellvergleichsverfahren Geldbußen in Höhe von insgesamt 5,98 Mio. Euro gegen die Spot-Energiebörsen EPEX SPOT in Frankreich und die norwegische Nord Pool Spot (NPS) wegen verbotener Absprachen zu einer nicht miteinander konkurrierenden Marktaufteilung im Europäischen Wirtschaftsraum (EWR).[19]
- München/Deutschland: Die Abendzeitung (AZ) stellt beim Amtsgericht München einen Antrag auf Eröffnung des Insolvenzverfahrens.[20]
- Rotes Meer: Die israelische Kommandoeinheit Schajetet 13 bringt in einer Geheimoperation das unter panamaischer Flagge fahrende Schiff Klos-C im Roten Meer vor der eritreischen Küste auf und beschlagnahmt die Ladung. Nach israelischen Angaben befanden sich an Bord des aus dem Iran über Irak kommenden Frachtschiffs neben Zement moderne Boden-Boden-Raketen des syrischen Typs M-302 mit einer Reichweite von rund 160 km, die für den Gazastreifen bestimmt waren.[21] Bei der Entladung des Schiffs am 9. März in Eilat werden 40 Raketen des Typ M-302 und 400.000 Patronen vom Kaliber 7.62 entdeckt.[22]
- Wien/Österreich: Die Organisation für Sicherheit und Zusammenarbeit in Europa (OSZE) beginnt ihre Beobachtermission in der Ukraine, an der sich 35 Militärbeobachter aus 18 Ländern beteiligen und bis zum 12. März 2014 vorgesehen ist.[23][24]
- Wünsdorf/Deutschland: Das Brandenburgische Landesamt für Denkmalpflege präsentiert ein mehr als 7.000 Jahre altes Skelett. Die Gebeine des in der Mittelsteinzeit lebenden Menschen wurden 2008 in Rathsdorf beim Bau einer Opal-Erdgasleitung entdeckt.[25]

### Donnerstag, 6. März 2014
- Brüssel/Belgien: Außerordentliches Gipfeltreffen der Staats- und Regierungschefs der Europäischen Union zur Krise in der Ukraine und der russischen Intervention auf der Krim. Der Rat der Europäischen Union verhängt mit der Verordnung Nr. 208/2014 restriktive Maßnahmen gegen 18 Personen des ehemaligen Regimes unter Wiktor Janukowytsch.[26]
- Niamey/Niger: Der während des libyschen Bürgerkrieges im September 2011 nach Niger geflohene As-Saadi al-Gaddafi, ein Sohn des ehemaligen Revolutionsführers Muammar al-Gaddafi, wird an Libyen ausgeliefert. Saadi Gaddafi, der zunächst Asyl im Nachbarland erhielt, befindet sich nach der Überstellung im Gefängnis von Hadbha.[27]
- Osnabrück/Deutschland: Eröffnung des Gerichtsverfahrens vor dem Osnabrücker Landgericht wegen des jahrzehntelang ungeklärten Mordes an der damals neunjährigen Christina im November 1987.[28]
- Simferopol/Ukraine: Der nach der Besetzung des Parlaments durch pro-russische Milizen seit 27. Februar 2014 amtierende Premierminister der Autonomen Republik Krim, Sergei Aksjonow und dessen Regierung, ändert erneut den Termin für ein Referendum zur Unabhängigkeit der Krim und befürwortet jetzt eine territoriale Abspaltung von der Ukraine und den Beitritt zur Russischen Föderation. Der Termin wird erneut vorverlegt, diesmal von 30. März auf den 16. März 2014.[29] Die Ukraine erkennt die Regierung von Aksjonow nicht an.

### Freitag, 7. März 2014

Logo der Winter-Paralympics

- Den Haag/Niederlande: Der Internationale Strafgerichtshof spricht den ehemaligen Kommandeur der Forces de Résistance Patriotique d’Ituri (FRPI), Germain Katanga, der Beihilfe zu Kriegsverbrechen und Verbrechen gegen die Menschlichkeit schuldig. Katanga lieferte nach Ansicht des Gerichts am 24. Februar 2003 in der Demokratischen Republik Kongo Waffen für ein Massaker im Dorf Bogoro (Distrikt Ituri), infolgedessen 200 Menschen getötet und zahlreiche Frauen vergewaltigt wurden. Die Höhe des Strafmaßes wird später bekannt gegeben.[30]
- Lingiades/Griechenland: Der deutsche Bundespräsident Joachim Gauck besucht offiziell gemeinsam mit dem griechischen Staatspräsident Karolos Papoulias das Dorf Lingiades, „um dort der Opfer eines grausamen Massakers zu gedenken.“ Soldaten der 1. Gebirgs-Division der Wehrmacht haben in einer Vergeltungsaktion im Oktober 1943 insgesamt 83 Bewohner ermordet, nachdem die EDES-Widerstandsgruppe den Oberstleutnant Josef Salminger während der Besetzung Griechenlands im Zweiten Weltkrieg erschoss.[31]
- Myrnyj/Ukraine: Während der Annexion der 2014 versenken mutmaßlich russische Soldaten den ausgedienten U-Bootjäger Otschakow der Kara-Klasse vor der Einfahrt zu einer künstlichen Meeresbucht durch Explosionen. Damit wird der Zugang der ukrainischen Boote zum Marinestützpunkt in Nowooserne blockiert.[32][33]
- Sewastopol/Ukraine: Rund 20 bewaffnete Russen ohne Hoheitsabzeichen sind in den ukrainischen Luftwaffenstützpunkt (Kennung A-2355) außerhalb von Sewastopol eingedrungen und werfen Blendgranaten. Schüsse sind bisher nicht gefallen. Rund 100 ukrainische Soldaten auf dem Stützpunkt verschanzen sich danach in den Kasernen.[34][35]
- Sotschi/Russland: Eröffnung der Winter-Paralympics 2014.

### Samstag, 8. März 2014

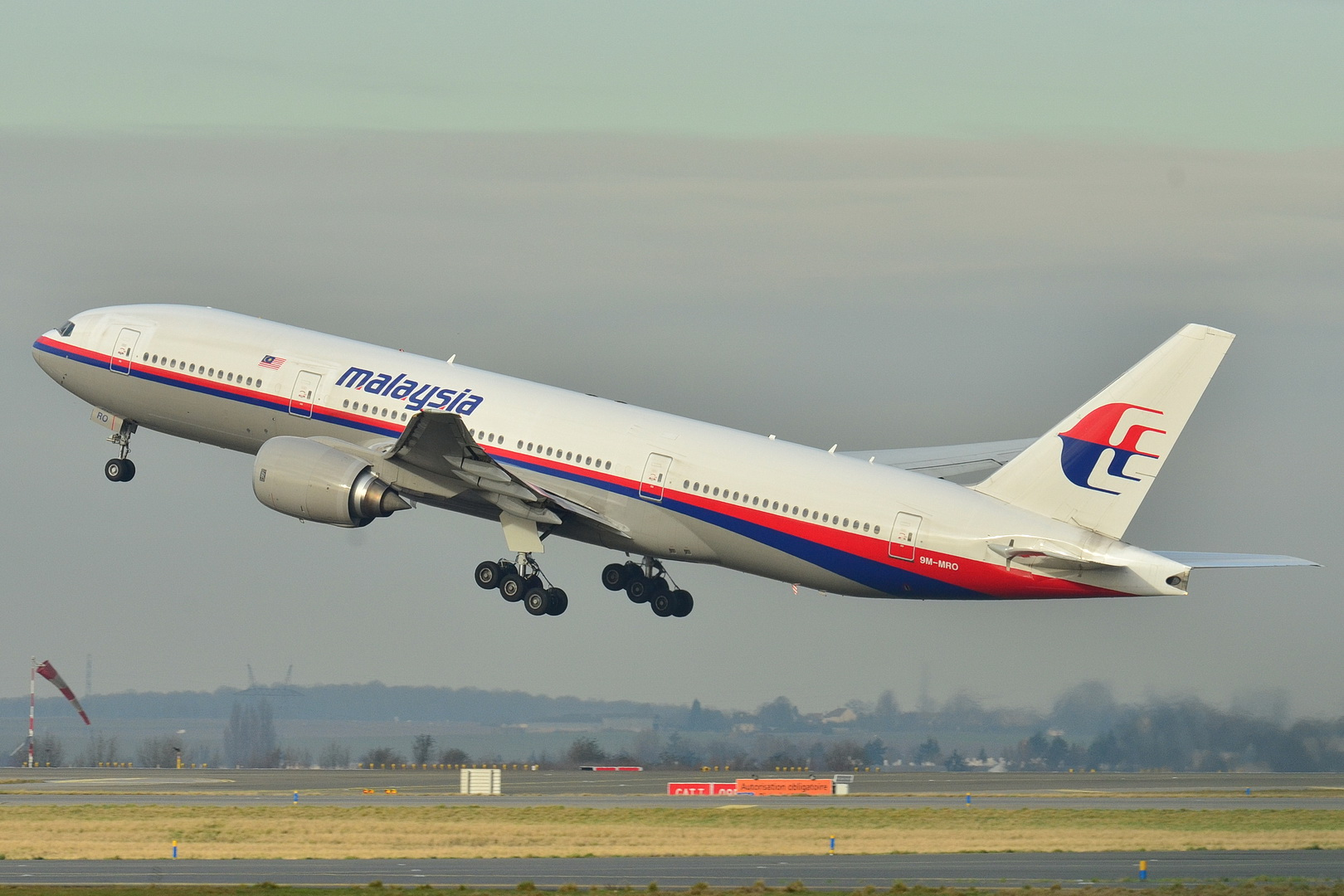
Die Malaysia Airlines Boeing 777-200ER mit der Kennung 9M-MRO (Aufnahme 2011) verschwindet spurlos auf dem Flug MH370

- Cape Ca Mau/Vietnam: Der Malaysia-Airlines-Flug 370 mit einer Maschine des Typs Boeing 777-200 verschwindet um 0:41 Uhr Ortszeit mit 239 Personen aus 13 Nationen, etwa 150 Kilometer vor der malaysischen Küste aus der Radarüberwachung.[36][37]

### Sonntag, 9. März 2014

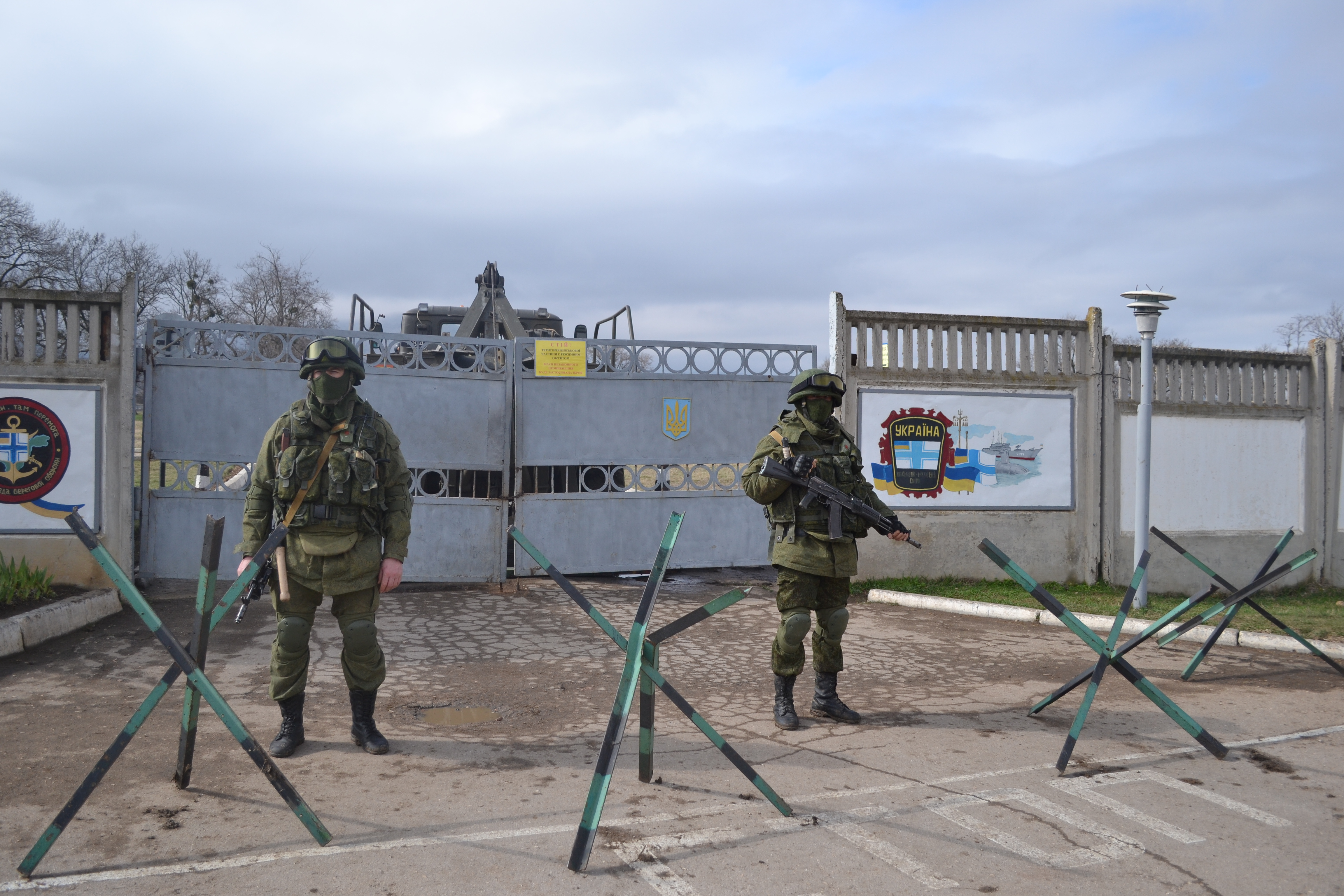
Mutmaßlich prorussische Sicherheitskräfte blockieren am 9. März 2014 den ukrainischen Militärstützpunkt in Perewalne

- Bogotá/Kolumbien: Die Parlamentswahl in Kolumbien 2014 findet statt.[38]
- Dschdeidet Jabus/Syrien: Drei Monate nach ihrer Verschleppung durch syrische Rebellen werden 12 christlich-orthodoxe Nonnen des Klosters Mar Takla frei gelassen.[39]
- Hilla/Irak: Bei einem Selbstmordattentat auf einen Kleinbus sterben 37 Menschen und mehr als 150 Personen werden verletzt.[40]
- Pjöngjang/Nordkorea: Die Parlamentswahl in Nordkorea 2014 findet statt.
- Saarlouis/Deutschland: Der in die Krise geratene Automobilclub ADAC muss rund 500 Millionen Euro Steuern an den Fiskus (Bundeszentralamt für Steuern) nachzahlen.[41]
- San Salvador/El Salvador: Die Stichwahl bei der Präsidentschaftswahl in El Salvador findet statt.[42]

### Montag, 10. März 2014
- Brüssel/Belgien: Das deutsche Unternehmen CureVac mit Sitz in Tübingen erhält den erstmals verliehenen und mit 2 Millionen Euro dotierten Innovationspreis der Europäischen Kommission für eine neue Impftechnologie auf Basis der Boten-RNA (mRNA).[43]
- Döhren-Wülfel/Deutschland: Start der Cebit erstmals nur mit Besuchern aus der Politik und Wirtschaft auf dem Messegelände Hannover.[44]
- Kunri/Pakistan: Nach anhaltender Hungersnot in der Provinz Sindh sollen in den vergangenen drei Monaten in der Thar-Wüste mindestens 62 Kinder ums Leben gekommen sein.[45]
- München/Deutschland: Eröffnung des Strafverfahrens wegen Steuerhinterziehung gegen den Unternehmer und Fußballfunktionär Uli Hoeneß vor dem Landgericht München II, was ein außergewöhnliches Medienecho auslöst.[46]

### Dienstag, 11. März 2014
- Berlin/Deutschland: Die Berliner Staatsanwaltschaft beginnt mit den Ermittlungen gegen den Politiker Hans-Peter Friedrich (CSU) in der Edathy-Affäre wegen des Verdachts des Geheimnisverrats während seiner Amtszeit als Bundesinnenminister.[47]
- Hamburg/Deutschland: Die Deutsche Nationalstiftung zeichnet die Repräsentanten der Leipziger Montagsdemos, die mit ihrem Handeln zur Erinnerung an die friedliche Revolution in der DDR und den Mauerfall beigetragen haben, mit dem Deutschen Nationalpreis 2014 aus.[48]
- Port-au-Prince/Haiti: Die haitianische Regierung und Menschenrechtskämpfer verklagen aufgrund der anhaltenden Cholera-Epidemie die Vereinten Nationen.[49]
- Simferopol/Ukraine: Im Parlament der Autonomen Republik Krim stimmen 78 von 81 anwesenden Abgeordneten formell für die Unabhängigkeit der Krim inklusive Sewastopols für den Fall, dass das Referendum dahingehend ausgehen sollte und kündigen ein Aufnahmegesuch an die Russische Föderation an. Man wolle ein demokratischer, säkularer und multiethnischer Staat werden und berufe sich unter anderem auf das Kosovo-Gutachten des Internationalen Gerichtshofs vom 22. Juli 2010, wonach eine einseitige Unabhängigkeitserklärung nicht gegen das Völkerrecht verstößt.[50] 19 Abgeordnete haben an der Abstimmung nicht teilgenommen. Zudem ordnet die Regierung unter Führung von Sergei Aksjonow die Verstaatlichung der auf der Krim stationierten Schiffe, Boote und Einrichtungen der ukrainischen Seestreitkräfte an. Auch die Kraftwerke auf der Krim und das Energieunternehmen Tschornomornaftohas sollen beschlagnahmt werden.[51][52]
- Tripolis/Libyen: Ministerpräsident Ali Seidan wird vom libyschen Parlament per Misstrauensvotum seines Amtes enthoben. Zum Interimsnachfolger wird Verteidigungsminister Abdullah al-Thenni ernannt.[53]

### Mittwoch, 12. März 2014
- Berlin/Deutschland: Das Katholische Büro ernennt Reinhard Kardinal Marx zum neuen Vorsitzenden der Bischofskonferenz.[54]
- Beyoğlu/Türkei: Nach Ausschreitungen nach dem Tod des 15-Jährigen Berkin Elvan kommt es bei Anti-Regierungs-Protesten im Gezi-Park und am Taksim-Platz zu mehreren Festnahmen und Verletzten.[55]
- Jerusalem/Israel: 67 von 120 Abgeordneten der Knesset stimmen für eine Wehrreform. Danach müssen auch ultraorthodoxe Juden künftig Wehrdienst oder Zivildienst leisten. Seit der Staatsgründung 1948 waren ultraorthodoxe Juden, die sich Vollzeit dem Talmud-Thora-Studium widmen, von der Wehrpflicht befreit.[56]
- Straßburg/Frankreich: Das Europäische Parlament spricht sich mit 621 Ja-Stimmen, 10 Gegenstimmen und 22 Enthaltungen für eine geplante Datenschutz-Grundverordnung in der Europäischen Union aus.[57] Mit 544 Ja-Stimmen, 78 Gegenstimmen und 60 Enthaltungen stimmen die EU-Abgeordneten auch für eine Aussetzung des Safe-Harbor-Abkommens zur Übermittlung gewerblicher Daten in die Vereinigten Staaten sowie der Suspendierung des SWIFT-Abkommens zur Übermittlung von Bankdaten europäischer Bürger in die USA.[58] Der Rat der Europäischen Union konnte sich bislang nicht auf eine Neufassung der Datenschutz-Grundverordnung einigen und auch die jetzigen Suspendierungsvorhaben zu Datenübermittlungen in die USA bedürfen der Zustimmung der EU-Mitgliedsstaaten.

### Donnerstag, 13. März 2014
- München/Deutschland: Der deutsche Unternehmer und Fußballfunktionär Uli Hoeneß wird vor dem Landgericht München II wegen Steuerhinterziehung zu dreieinhalb Jahren Haft verurteilt. Am Tag darauf tritt er zugleich von seinen Ämtern als Präsident und Aufsichtsratschef des FC Bayern München zurück.[59][60]
- San Salvador/El Salvador: Das Oberste Wahlgericht bestätigt Salvador Sánchez Cerén (FMLN) als Sieger der Stichwahl bei der Präsidentschaftswahl mit 50,11 Prozent gegenüber Norman Quijano (ARENA) mit 49,89 Prozent der Stimmen.[61]

### Freitag, 14. März 2014
- Gamboru/Nigeria: Bei einem Überfall durch die Boko Haram auf die Giwa Baracks der nigerianischen Streitkräfte in Gamboru, Maiduguri, im Bundesstaat Borno sterben mindestens 15 Menschen.[62] Bis zu 622 mutmaßliche Boko Haram Mitglieder wurden im Anschluss durch die Streitkräfte getötet, viele im Rahmen extralegaler Hinrichtungen.[63]
- Kfar Schuba/Israel: Bei Gefechten zwischen den Israel Defense Forces und der Hisbollah-Splittergruppe Islamic State of Iraq and Greater Syria (ISIS) kommen mehrere Menschen ums Leben.[64] Der Angriff war ein Vergeltungsschlag für die Explosion mehrerer Autobomben im Kfar Shouba Gebirge.[65][66]
- Köln/Deutschland: Das Bundesamt für Verfassungsschutz gibt die Einstellung der Beobachtung der Bundestagsabgeordneten der Partei Die Linke durch den Verfassungsschutz bekannt. Der Beschluss ist Folge einer Entscheidung des Bundesverfassungsgerichts von September 2013, das die Beobachtung des Politikers Bodo Ramelow beanstandete.[67]
- Paris/Frankreich: Der Cour d'appel de Paris (Berufungsgericht) verurteilt den ehemaligen Chef des ruandischen Geheimdienstes (L'Akazu) Pascal Simbikangwa zu 25 Jahren Haft wegen Völkermord.[68]

### Samstag, 15. März 2014
- Bratislava/Slowakei: Die Präsidentschaftswahl in der Slowakei 2014 findet statt.

### Sonntag, 16. März 2014
- Belgrad/Serbien: Bei der Parlamentswahl in Serbien 2014 gewinnt die konservative Fortschrittspartei (SNS) die absolute Mehrheit in der Serbischen Nationalversammlung.[69]
- Levantisches Meer: Das United States Special Operations Command Europe ordnet auf Befehl von US-Präsident Barack Obama nach Bitten der libyschen und zypriotischen Regierungen an die USA die Erstürmung des staatenlosen Tankschiffs Morning Glory an. US-Soldaten der Spezialeinheit Navy SEALs vom Zerstörer Roosevelt konnten den Tanker in internationalen Gewässern unter ihre Kontrolle bringen. Milizen in Libyen wollten mit den Tanker auf eigene Faust Rohöl exportieren. Drei bewaffnete Aufständische hatten das Schiff im Februar am Ölterminal von as-Sidr unter ihre Kontrolle gebracht. Das Schiff fuhr früher unter nordkoreanischer Flagge und gehörte der libyschen National Oil Corporation. Der Zerstörer Stout begleitet den Tanker zurück nach Libyen.[70]
- Moskau/Russland: RWE verkauft für 5,1 Milliarden Euro die Öl- und Gasfördertochter RWE Dea des russischen Oligarchen Michail Fridman an die Investmentgesellschaft LetterOne Group mit Sitz in Luxemburg.[71]
- München/Deutschland: Die Kommunalwahlen in Bayern 2014 und die Kommunalwahl in München 2014 finden statt.
- Newbury/Vereinigtes Königreich: Die Vodafone Group kauft für 7,2 Milliarden Euro den spanischen Kabelanbieter Ono.[72]
- Sechura/Peru: Die Anden-Region Piura wird von einem Erdbeben der Stärke 6,3 erschüttert.[73]
- Tacna/Chile: Ein Erdbeben der Stärke 6,7 erschüttert die chilenische Provinz Región de Arica y Parinacota, woraufhin die Behörden eine Tsunami-Warnung herausgeben.[74] Die Küstenstädte Arica und Tocopilla werden daraufhin, vorsorglich evakuiert.[75]
- Simferopol/Ukraine: Referendum über den Status der Krim.[76] Nach späteren Angaben der russischen Nachrichtenagentur RIA Novosti sprechen sich 96,77 % der Abstimmenden – entsprechend 1,233 Millionen Stimmen – für eine Wiedervereinigung der Krim mit Russland mit den Rechten eines Subjekts der Russischen Föderation aus; die Wahlbeteiligung habe 83,1 % betragen.[77]
- Yabrud/Syrien: Im syrischen Bürgerkrieg nehmen Regierungstruppen die Stadt Yabrud nahe der Grenze zum Libanon ein. Bislang war die Stadt eine Hochburg der al-Nusra-Front.[78][79]

### Montag, 17. März 2014
- Antarktika: US-amerikanische Wissenschaftler des Harvard-Smithsonian Center for Astrophysics haben auf der Amundsen-Scott-Südpolstation mit dem BICEP2-Teleskop zur Messung der kosmischen Mikrowellenhintergrundstrahlung erstmals direkte Beweise für die kosmische Inflation gefunden: ein Echo des Urknalls vor rund 14 Milliarden Jahren.[80][81]
- Maimana/Afghanistan: Bei einem Selbstmordattentat auf einem Markt in der Provinz Faryab sterben durch eine Autobombe mindestens 15 Personen.[82]
- Minamibōsō/Japan: Bei der Kollision der beiden Containerschiffe Beagle III (Panama) und Pegasus Prime (Südkorea) in der Uraga-Straße in der Bucht von Tokio werden beide stark beschädigt.[83] Das mit Stahlspulen beladene Schiff Beagle III sinkt dabei. Ein chinesischer Seemann kommt ums Leben.[84]
- Moskau/Russland: Die Russische Föderation erkennt die von der Ukraine abgespaltene und für unabhängig erklärte Republik Krim als souveränen Staat an.[85] Die Übergangsregierung der Ukraine verkündet, diesen Schritt niemals anzuerkennen und dass die Krim weiterhin Teil ihres Staatsgebietes sei.[86]
- Südliche Orkneyinseln/Britisches Antarktis-Territorium: Der britische Ökologe Pete Convey erweckt zusammen mit den Wissenschaftlern der British Antarctic Survey (BAS) aus dem Permafrostboden eine rund 1500 Jahre alte Moospflanze der Art Chorisodontium aciphyllum nach wenigen Wochen wieder zum Leben.[87][88]

### Dienstag, 18. März 2014

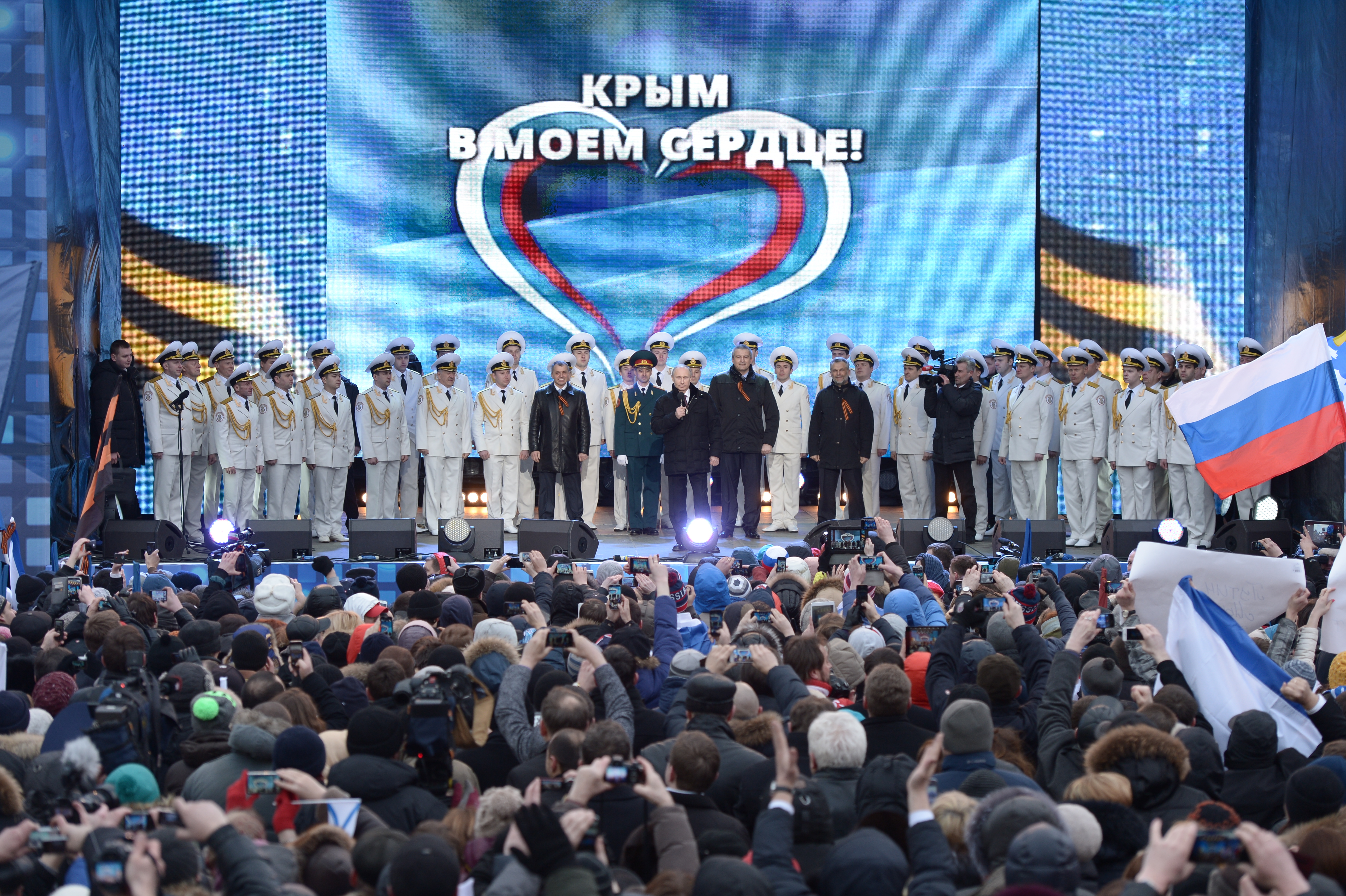
Kundgebung zur Unterstützung des Beitritts der Krim zu Russland am 18. März 2014 in Moskau

- Karlsruhe/Deutschland: Der Zweite Senat des Bundesverfassungsgerichts lehnt in einem Urteil mehrere Verfassungsbeschwerden und Organstreitverfahren gegen den dauerhaften Europäischen Stabilitätsmechanismus (ESM) und den Europäischen Fiskalpakt endgültig ab. „Trotz der eingegangenen Verpflichtungen bleibt die Haushaltsautonomie des Deutschen Bundestages hinreichend gewahrt“, so das BVerfG.[89]
- Moskau/Russland: Der russische Präsident Wladimir Wladimirowitsch Putin und Politiker der Krim sowie der Stadt Sewastopol unterzeichnen einen Vertrag zum Anschluss der Republik Krim an Russland.[90] Zuvor hielt Putin eine Rede zu dem Thema.
- New Orleans/Vereinigte Staaten: Die Homeland Security hebt in der Operation Round Table einen internationalen Kinderporno-Ring eines Online-Netzwerks aus. Sie verhaften 14 mutmaßliche Betreiber, die ihre Ware in den USA, Australien, Belgien, Großbritannien, Kanada und Neuseeland vertrieben.[91]
- Simferopol/Ukraine: Während der russischen Annexion der Krim 2014 kommt es bei einem Militärstützpunkt der ukrainischen Streitkräfte in Simferopol zu Schusswechseln, bei dem nach Angaben des Sprechers des Verteidigungsministeriums, Wladislaw Selesnjow, der ukrainische Soldat S.V. Kakurin stirbt. Interims-Ministerpräsident Arsenij Jazenjuk erklärt, „russische Soldaten haben damit begonnen, auf ukrainische Armeeangehörige zu schießen, und das ist ein Kriegsverbrechen.“ Die Polizeisprecherin Olga Kondraschowa gibt an, dass dabei auch ein Mitglied der „Selbstverteidigungskräfte“ (prorussische Miliz) getötet wurde. Dabei soll es sich um einen bisher nicht identifizierten Scharfschützen handeln.[92]
- Sonoyta/Mexiko: Außerhalb des Ortes Sonoyta, nahe der mexikanisch-US-amerikanischen Grenze, werden bei einem Hinterhalt sieben Menschen erschossen, ein achter verletzt. Die Polizei geht von einem Konflikt zwischen rivalisierenden Drogenhändlerbanden aus, die Opfer werden dem Sinaloa-Kartell zugerechnet.[93]

### Mittwoch, 19. März 2014
- Catanzaro/Italien: Die Carabiniere zerschlägt in einer Operation unter der Leitung des Staatsanwaltes Nicola Gratteri und des Guardia di Finanza Anwaltes Franco Roberti einen in neun europäischen Ländern agierenden Drogenring der kalabrischen ’Ndrangheta. Sie beschlagnahmen in mehreren Ländern zwei Tonnen Kokain und vollstrecken 24 Haftbefehle.[94] Zudem decken sie die Verstrickung der katholischen Kirche in das Handeln der Ndrangheta auf.[95]
- Den Haag/Niederlande: Nach Medienberichten ermitteln die Organisation für das Verbot chemischer Waffen (OPCW) mehr als 50 Lieferungen deutscher Unternehmen im Zeitraum zwischen 1982 und 1993 nach Syrien, die damit den Aufbau des syrischen Chemiewaffenprogramms unterstützt haben. Auch Unternehmen aus Russland, Frankreich und China waren am Aufbau beteiligt.[96] Erst am 21. August 2013 kam es während des syrischen Bürgerkriegs zu Giftgasangriffen in der Region Ghuta. Die OPCW berichtet auch, das nach der letzten Verschiffung am 14. und 17. März 2014 aus dem Hafen von Latakia zur weiteren Vernichtung bisher rund 45 Prozent des C-Waffen-Bestandes aus Syrien geschafft wurde.[97]
- Houston/Vereinigte Staaten: Die texanische Polizei befreit bei einer Großrazzia 115 Lateinamerikaner aus der Hand von Menschenhändlern und beschlagnahmt mehrere Waffen.[98]
- Kars/Türkei: Kurz nach seiner Entlassung tötet der Mitarbeiter Veysi Erim im staatlichen Statistikinstitut (TÜIK) und nach einer mehrstündigen Geiselnahme sechs seiner Kollegen und sich selbst, darunter auch den Institutsleiter Mehmet Tolon.[99][100]
- Sewastopol/Ukraine: Bei mehreren Aktionen von pro-russischen Sicherheitskräften wird die Aufgabe von drei Militärstützpunkten der ukrainischen Streitkräfte erzwungen. Neben den Stützpunkten in Bachtschyssaraj und in Nowooserne wird auch das Marinehauptquartier in Sewastopol eingenommen. Einige ukrainische Soldaten sind bereits übergelaufen. Der Oberbefehlshaber der ukrainischen Marine, Vizeadmiral Serhij Hajduk, wird vorübergehend verhaftet.[101]
- Paris/Frankreich: Der Kassationshof lehnt die Revision des ehemaligen Börsenhändlers Jérôme Kerviel ab und bestätigt die Haftstrafe von fünf Jahren, davon zwei Jahre auf Bewährung. Das Verfahren um die Schadenersatzansprüche muss allerdings neu aufgerollt werden, entscheidet das Gericht.[102]
- Straße von Sizilien: Die Marina Militare gibt bekannt, dass sie innerhalb von zwei Tagen in mehreren von Nordafrika in See gegangenen Booten rund 1800 Flüchtlinge vor allem aus Syrien, den Palästinensischen Gebieten und Eritrea aufgegriffen habe.[103]
- Taipeh/Republik China (Taiwan): Aus Protest gegen ein zur Ratifizierung stehendes Handelsabkommen mit der Volksrepublik China haben rund 200 Studenten und Bürgerrechtsaktivisten das Legislativ-Yuan (Parlament) gestürmt und halten es besetzt.[104]

### Donnerstag, 20. März 2014

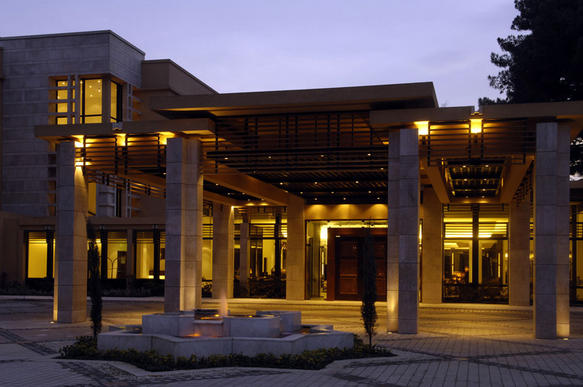
Das Hotel Serena in Kabul

- Berlin/Deutschland: Der Deutsche Bundestag beschließt die Einrichtung eines Untersuchungsausschusses zur Aufarbeitung der NSA-Überwachungsaffäre. Designierter Vorsitzender des achtköpfigen Gremiums ist der CDU-Abgeordnete Clemens Binninger.[105]
- Brüssel/Belgien: Gipfeltreffen des Europäischen Rates mit den Staats- und Regierungschefs der Europäischen Union (EU). Dabei einigen sich die Staats- und Regierungschefs auf das Abschaffen des Bankgeheimnisses für Ausländer.[106]
- Dschalalabad/Afghanistan: Bei der Erstürmung des Polizeireviers der Region Nangarhar durch Taliban sterben mindestens 18 Menschen.[107]
- Düsseldorf/Deutschland: Das Verwaltungsgericht weist die Klage von Annette Schavan gegen die Aberkennung des Doktortitels durch die Universität Düsseldorf ab.[108]
- Kabul/Afghanistan: Bei einem Angriff von vier minderjährigen Taliban-Kämpfern auf das Hotel Serena sterben mindestens 13 Menschen, darunter auch die vier Täter.[109] Bereits am 14. Januar 2008 kam es auf einem Anschlag auf das Luxushotel, wobei sechs Menschen durch Selbstmordbomber starben.[110]
- London/Vereinigtes Königreich: Der Crown Prosecution Service verurteilt die drei G4S-Schließer Terry Hughes, Colin Kaler und Stuart Tribelnig zu mehrjährigen Haftstrafen wegen Totschlags. Die drei Angeklagten hatten 2010 den gewaltsamen Tod an Jimmy Mubenga verschuldet.[111]

### Freitag, 21. März 2014
- Ankara/Türkei: Auf Betreiben der Regierung des politisch unter Druck geratenen Ministerpräsidenten Recep Erdoğan gibt die Telekommunikationsbehörde Bilgi İletişim ve Teknolojileri Kurumu (BTK) die Sperrung des Zugriffs auf den Kurznachrichtendienst Twitter bekannt.[112]
- Bangkok/Thailand: Das thailändische Verfassungsgericht erklärt die vorgezogenen Parlamentswahlen vom 2. Februar 2014 für ungültig.[113]
- Berlin/Deutschland: Die deutsche Bundesregierung setzt sämtliche Rüstungsvorhaben mit Russland aus. Zudem werden vorläufig keine Rüstungsexporte nach Russland mehr genehmigt. Darunter fällt auch ein modernes Gefechtsübungszentrum für Truppenverbände von Rheinmetall Defence mit einem Auftragswert von 100 Millionen Euro. Die Anlage sollte in Mulino installiert werden.[114][115]
- Berlin/Deutschland: In Deutschland wird der Equal Pay Day begangen. Mit diesem Aktionstag, der in verschiedenen Ländern an unterschiedlichen Tagen stattfindet, wird auf die Einkommensunterschiede zwischen Männern und Frauen hingewiesen.[116]
- Brüssel/Belgien: Die Europäische Union und die Ukraine unterzeichnen den politischen Teil des gemeinsamen Assoziierungsabkommens.[117][118]
- Injan/Irak: Bei einem Bombenanschlag und späteren Schießerei auf das Hauptquartier der Iraqi Police Brigade sterben zwölf Menschen, darunter der Brigadegeneral Ragheb al-Omari.[119]
- Nairobi/Kenia: Das kenianische Parlament beschließt mit der Mehrheit der männlichen Abgeordneten ein Gesetz zur Vielehe. Die weiblichen Abgeordneten verlassen aus Protest gegen die Abstimmung das Plenum. Ein zuvor im Gesetzentwurf vorgesehenes Vetorecht der Frauen ist gestrichen worden.[120]
- Rostock/Deutschland: Die Staatsanwaltschaft Rostock eröffnet Ermittlungen gegen mehrere Bio-Bauernhöfe in Mecklenburg-Vorpommern, wegen falsch deklarierten Bio-Eiern.[121]
- Salah ad-Din/Irak: Bei der Explosion einer Autobombe vor dem Joint Base Balad Militärstützpunkt der Region Salah ad-Din, sterben 12 Menschen und 13 weitere werden verletzt.[122]
- Wien/Österreich: Auf einer Sondersitzung beschließt der Ständige Rat der Organisation für Sicherheit und Zusammenarbeit in Europa (OSZE) die Entsendung einer Beobachtermission in die Ukraine. Bis zu 500 Beobachter sollen bis September 2014 Informationen über die Sicherheitslage in der Ukraine (ohne die Krim) und den Schutz von Minderheiten vor Ort sammeln.[123]

### Samstag, 22. März 2014
- Cincinnati/Vereinigte Staaten: Nachdem der Bundesstaat am Vortag die Homo-Ehe legalisiert hatte, verbietet das Berufungsgericht (Michigan Supreme Court) die gleichgeschlechtliche Ehe wieder.[124]
- Militärflugplatz Belbek/Ukraine: Russische Truppen mit Panzerfahrzeugen nehmen nach einem abgelaufenen Ultimatum den ukrainischen Luftwaffenstützpunkt auf der Krim ein. Der Befehlshaber der Militärbasis, Oberst Jurij Mamchur, wird verhaftet. Ein ukrainischer Soldat wird durch Schüsse verletzt.[125]
- Conakry/Guinea: Das Gesundheitsministerium teilt mit, dass es sich bei einer seit Februar im Süden des westafrikanischen Landes grassierenden Krankheitswelle mit, bis zu diesem Zeitpunkt, 59 Todesopfern um einen Ausbruch des vom gleichnamigen Virus verursachten Ebolafiebers handelt. Dies hatten Untersuchungen französischer Wissenschaftler ergeben.[126]
- Kitebere/Uganda: Nach einer Havarie sinkt eine Flüchtlingsfähre auf dem Albertsee, an der Grenze zwischen Uganda und der Demokratischen Republik Kongo und reißt mindestens 108 Menschen mit in den Tod.[127]
- Malé/Malediven: Auf den Malediven finden Parlamentswahlen statt.[128]
- Moskau/Russland: Das Verteidigungsministerium der Russischen Föderation teilt offiziell die Übernahme der militärischen Kontrolle über der Krim mit. Insgesamt stehen vormals über 147 ukrainische Militäreinrichtungen unter russischer Kontrolle und die Schwarzmeerflotte hat 54 von insgesamt 67 Schiffen der ukrainischen Seestreitkräfte übernommen.[129]
- New York/Vereinigte Staaten: Die Zeitungen The New York Times und das deutsche Magazin Der Spiegel berichten über die Infiltration von Rechnernetzen in der Volksrepublik China durch die US-amerikanische National Security Agency (NSA). Aus den Unterlagen des Whistleblowers Edward Snowden soll die NSA den früheren Staatspräsidenten Hu Jintao, das chinesische Handelsministerium, das Außenministerium, Banken sowie Telekommunikationsunternehmen ausspioniert haben. Darunter ab 2009 auch den Telekommunikationsausrüster Huawei mit Sitz in Shenzhen.[130]
- Zürich/Schweiz: In einem Vergleich mit der US-amerikanischen Aufsichtsbehörde Federal Housing Finance Agency (FHFA) als Konservator der Baufinanzierer Fannie Mae und Freddie Mac einigt sich Credit Suisse zur Zahlung von 885 Millionen US-Dollar. Damit werden Ansprüche aus zwei Klagen wegen falschen oder unvollständigen Angaben beim Verkauf von Residential Mortgage-backed Securities (RMBS) im Umfang von rund 16,6 Milliarden US-Dollar zwischen den Jahren 2005 und 2007 beglichen.[131][132]

### Sonntag, 23. März 2014

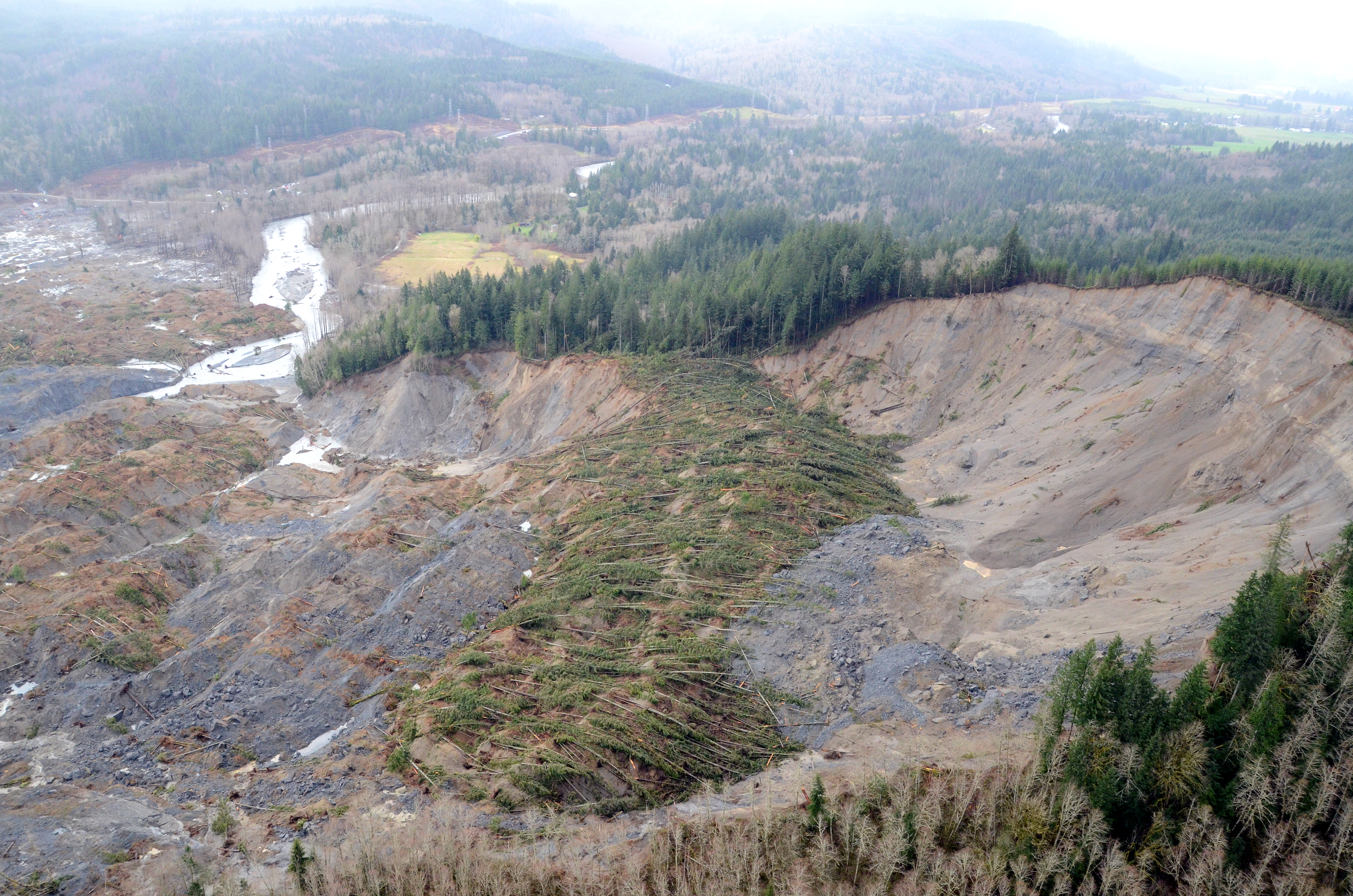
Abgerutschter Hang in Oso, USA

- Holmenkollen/Norwegen: Die mehrfache Weltmeisterin und Olympiasiegerin Andrea Henkel beendet mit einem zehnten Platz in der Gesamtwertung des Biathlon-Weltcups ihre aktive Karriere. Sieger des Wettbewerbes wurden der Franzose Martin Fourcade bei den Männern sowie Kaisa Mäkäräinen aus Finnland bei den Frauen.
- Kessab/Syrien: Im Grenzgebiet zu Syrien schoss ein F-16-Kampfflugzeug der türkischen Luftwaffe ein syrisches Militärflugzeug vom Typ MiG-23 nahe der syrischen Provinz Latakia ab. Der Pilot konnte sich mit dem Schleudersitz retten.[133][134]
- Oso/Vereinigte Staaten: Nach starken Regenfällen ist eine Schlammlawine in Oso niedergegangen, einer kleinen Gemeinde im Snohomish County des US-Bundesstaats Washington. Acht Menschen kommen dabei ums Leben. 35 Häuser werden durch die Lawine komplett zerstört.[135]
- Salzburg/Österreich: Der FC Red Bull Salzburg sicherte sich mit einem 5:0-Sieg gegen den SC Wiener Neustadt bereits acht Runden vor Saisonende den Meisterteller der Österreichischen Fußballmeisterschaft 2013/14.[136]

### Montag, 24. März 2014

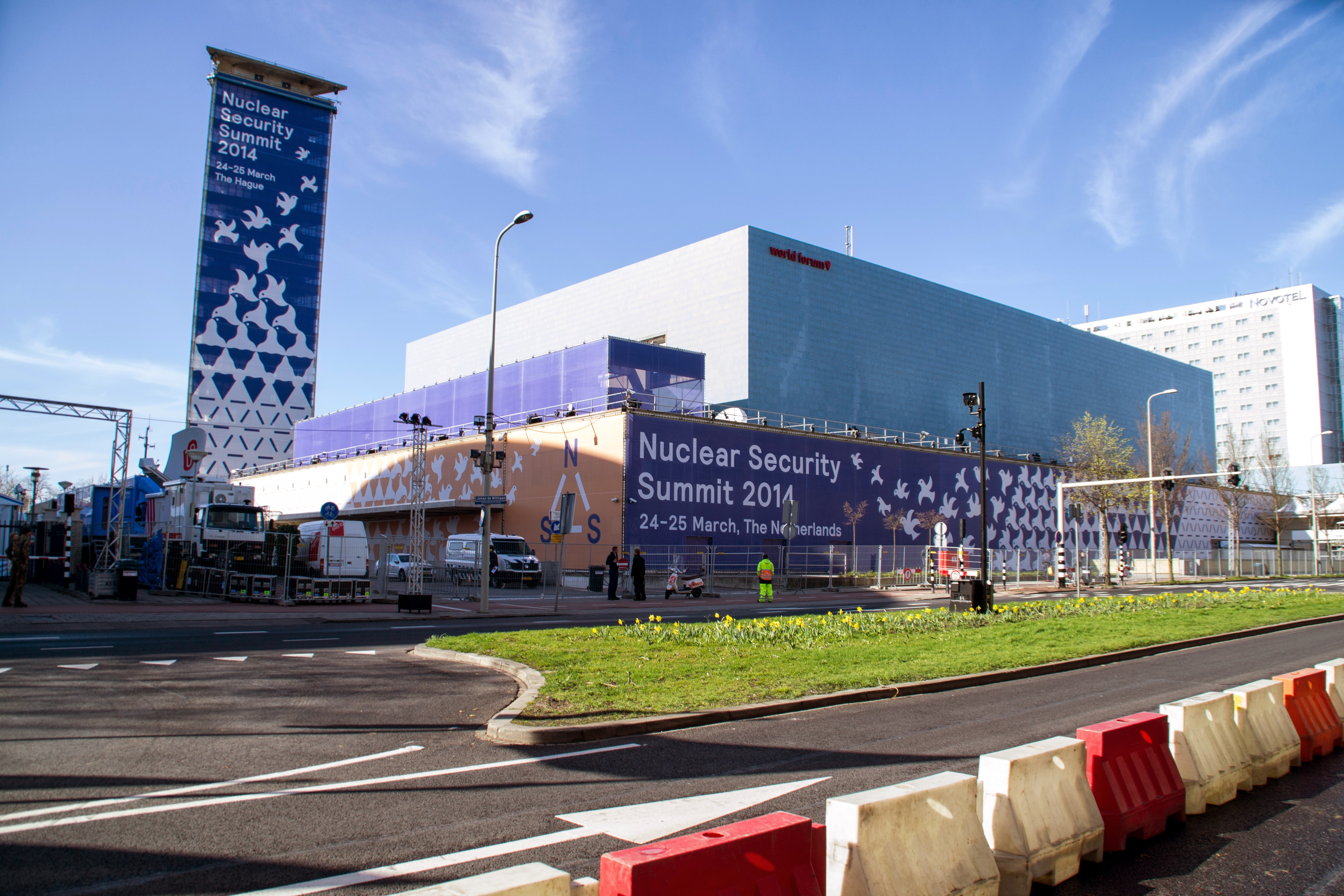
World Forum Convention Center, Den Haag, während des Nuclear Security Summits

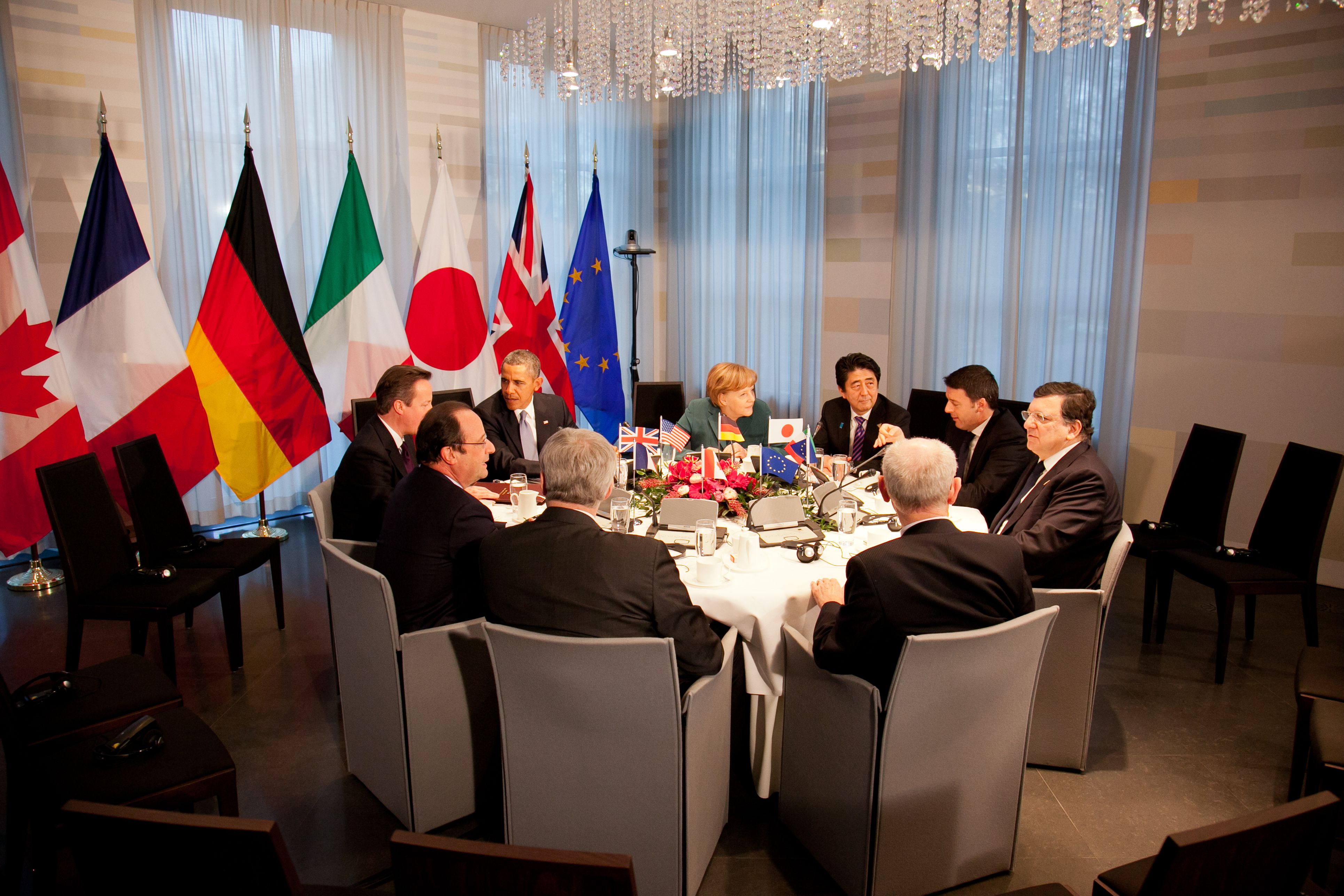
Spontaner Gipfel der Gruppe der Sieben

- al-Minya/Ägypten: Ein Strafgericht verurteilt nach zwei Verhandlungstagen in einem Massenprozess 529 Anhänger der verbotenen Muslimbruderschaft zum Tode, darunter auch den Vorsitzenden Muhammad Badi’e. 153 der Verurteilten sind bereits in Haft, die anderen werden in Abwesenheit verurteilt. Sie sollen an der Ermordung des Vize-Polizeichefs des Distrikts Matay, Mostafa El-Attar, in al-Minya während der Unruhen beteiligt gewesen sein.[137]
- Brüssel/Belgien: Mit einer Einigung der EU-Finanzminister endet das Bankgeheimnis von Ausländern zwischen den Mitgliedsstaaten. Das EU-Zinssteuergesetz wird einstimmig verschärft.[138]
- Den Haag/Niederlande: Beginn des Nuclear Security Summit (NSS), eine Internationale Konferenz der Staats- und Regierungschefs zu Sicherheitsmaßnahmen im Umgang mit radioaktivem Material. Auf Einladung von US-Präsident Barack Obama kommt es am Rande des Atomsicherheitsgipfels auch zu einem Treffen der G7-Staaten. Durch die Annexion der Krim wird Russland aus dem Format verbannt und die Weltwirtschaftsgipfel sind auf noch nicht absehbare Zeit wieder ein Treffen der „Gruppe der Sieben“ und der Vertreter der Europäischen Union.[139][140]
- Frankfurt am Main/Deutschland: In der Mitgliederversammlung der Deutschen Fußball Liga (DFL), sprechen sich 24 von 36 Vereinen der Fußball-Bundesliga und 2. Fußball-Bundesliga gegen die Einführung der Torlinientechnologie aus.[141]
- Kiew/Ukraine: Ein am 18. März 2014 um 23 Uhr (Zeitzone unbekannt) abgehörtes Telefongespräch zwischen der ehemaligen Ministerpräsidentin Julija Tymoschenko (AVV) und dem ehemaligen stellvertretenden Sekretär des Nationalen Sicherheits- und Verteidigungsrats der Ukraine, Nestor Schufritsch (PR), wird auf den Internetplattformen YouTube und LiveLeak veröffentlicht. Darin äußert sich Tymoschenko während der Annexion der Krim 2014 übersetzt wie folgt: „Ich würde all meine Beziehungen geltend machen und die ganze Welt erheben lassen, damit von Russland nur ausgebrannter Boden übrig bleibt“ und „Ich bin selber bereit, eine Maschinenpistole in die Hand zu nehmen […] um diese Hunde samt ihrem Anführer kalt zu machen“. Tymoschenko bestätigt das Gespräch und entschuldigt sich für ihre obszönen Äußerungen.[142][143]
- Reida/Jemen: Bei einem Überfall der Al-Qaida auf der Arabischen Halbinsel (AQAP) auf einen jemenitischen Grenzposten nach Saudi-Arabien, in der Provinz Hadramawt, sterben 20 Menschen.[144]
- Washington, D.C./Vereinigte Staaten: Die Washington Post berichtet über die Verlegung von vier VTOL-Transporter vom Typ CV-22 Osprey und die Entsendung von 150 Soldaten des Air Force Special Operations Command (AFSOC) nach Uganda. Die Soldaten sollen die Suche nach dem Kriegsverbrecher und Anführer der Lord’s Resistance Army („Widerstandsarmee des Herrn“, LRA), Joseph Kony, unterstützen.[145][146]
- Wien/Österreich: Die Kamera, welche die Mondlandung der Apollo 15 aufgezeichnet hatte, wird bei der WestLicht Photographica Auction in der Galerie Westlicht, für 550.000 Euro versteigert. Den Zuschlag erhält der Geschäftsführer des Elektronikkonzerns Yodobashi Kamera, Terukazu Fujisawa.[147]

### Dienstag, 25. März 2014
- Burbank/Vereinigte Staaten: Die The Walt Disney Company kauft für 500 Millionen Dollar das YouTube Multi-Channel Network Maker Studios.[148]
- Kabul/Afghanistan: Bei einer Anschlagsserie auf Wahlbüros für die am 5. April anstehende Präsidentenwahl, sterben mindestens 15 Mitarbeiter der Wahlkommission.[149]
- Karlsruhe/Deutschland: Der Erste Senat des Bundesverfassungsgerichts urteilt nach einer Klage der Länder Rheinland-Pfalz und Hamburg über die Zustimmungsgesetze und Zustimmungsbeschlüsse der Länder zu dem Staatsvertrag über den Rundfunk im vereinten Deutschland und sieht wegen des übermäßig großen staatlichen Einflusses in der Zusammensetzung und Beschlussfassung der Aufsichtsgremien des Zweiten Deutschen Fernsehens (ZDF) diese mit dem Grundgesetz für unvereinbar. Im ZDF-Verwaltungsrat und im ZDF-Fernsehrat müsse der Anteil von Politikern und „staatsnahen Personen“ von derzeit 44 Prozent auf ein Drittel reduziert werden.[150]
- Madrid/Spanien: Das spanische Verfassungsgericht erklärt das von der katalanischen Regionalregierung für den 9. November 2014 anberaumte Unabhängigkeitsreferendum für unzulässig. Außerdem sei eine am 23. Januar 2013 vom katalanischen Parlament verabschiedete Souveränitätserklärung verfassungswidrig und damit nichtig.
- München/Deutschland: Der FC Bayern München feiert sieben Spieltage vor Saisonende seine 24. Meisterschaft in der Fußball-Bundesliga.[151]
- Silicon Valley/Vereinigte Staaten: Facebook kauft für 2 Milliarden US-Dollar den Optikgeräte Hersteller Oculus VR.[152]
- Voinjama/Liberia: Nach Guinea greift die Ebola auch auf die Provinz Lofa County im Nachbarland Liberia über; mindestens fünf Personen sterben.[153]
- Berlin/Deutschland: Die CDU/CSU ist an diesem Tag insgesamt 44 Jahre, 5 Monate und 25 Tage an der Bundesregierung beteiligt und überholt damit die Regierungsbeteiligung des bisherigen Rekordhalters FDP. Einen Tag später überholt Wolfgang Schäuble (CDU) den bisherigen Rekordhalter Richard Stücklen (CSU) in der Dauer der Bundestagszugehörigkeit (41 Jahre, 3 Monate und 13 Tage).

### Mittwoch, 26. März 2014
- Ankara/Türkei: Das Verwaltungsgericht in der türkischen Hauptstadt Ankara beschließt, dass die von der zuständigen Regulierungsbehörde Telekomünikasyon İletişim Başkanlığı'nın (TİB) umgesetzte Verfügung der Regierung zur Sperrung des Kurznachrichtendienstes Twitter nicht rechtens sei und daher vorläufig ausgesetzt werden müsse.
- Vatikanstadt: Papst Franziskus nimmt den ihm von Franz-Peter Tebartz-van Elst angebotenen Amtsverzicht als Bischof von Limburg an.

### Donnerstag, 27. März 2014
- Ankara/Türkei: Die Telekomünikasyon İletişim Başkanlığı'nın (TİB) sperrt den Zugang zu YouTube.[154] Hintergrund ist, dass auf dem Videoportal der Mitschnitt eines Gespräches veröffentlicht wurde, in dem Außenminister Ahmet Davutoğlu mit hochrangigen Staatsbediensteten über die Möglichkeit einer direkten Intervention in den syrischen Bürgerkrieg auf Grund eines gefälschten Vorwandes berät.[155]
- Astana/Kasachstan: Der europäische Fußballverband UEFA beschließt die Einführung eines neuen Wettbewerbs für Nationalmannschaften, der UEFA Nations League. Sie soll erstmals 2018/2019 und ab dann alle zwei Jahre ausgespielt werden.[156]
- Augsburg/Deutschland: Die Staatsanwaltschaft Augsburg gibt das Bild „Sitzende Frau“ von Henri Matisse aus der Sammlung von Cornelius Gurlitt, an die Enkelinnen des Pariser Kunsthändlers Paul Rosenberg zurück.[157]
- Baltimore/Vereinigte Staaten: Das gestohlene Kunstwerk „Ufer der Seine“ des französischen Impressionisten Pierre-Auguste Renoir wird nach über 60 Jahren an das Baltimore Museum of Art zurückgegeben.[158]
- Bangui/Zentralafrikanische Republik: Bei einem Handgranatenanschlag bei einer christlichen Beerdigung sterben 20 Menschen.[159]
- Berlin/Deutschland: In der Messe Berlin wird der Musikpreis Echo verliehen.[160]
- Manila/Philippinen: Präsident Benigno Aquino und der Führer der Islamischen Befreiungsfront der Moros, Murad Ebrahim unterzeichnen einen Friedensvertrag, mit dem jahrzehntelange Kämpfe um die Unabhängigkeit der Region Bangsamoro ein Ende finden. Er sieht in dem umstrittenen Gebiet die Gründung einer autonomen Region vor.[161]
- New York City/Vereinigte Staaten: Das Auktionshaus Stack's Bowers versteigert die Medaille des Friedensnobelpreises von 1936 an den argentinischen Außenminister Carlos Saavedra Lamas für 1,1 Millionen US-Dollar.[162]
- Peking/China: Die Volksrepublik China kauft für ihre Flugflotte 70 Airbus-Flugzeuge, 27 A330s und 43 A320.[163]
- Washington, D.C./Vereinigte Staaten: Wegen eines Betrugsskandals um erschwindelte Prüfungszeugnisse werden neun Führungsoffiziere der auf der Malmstrom Air Force Base stationierten 341st Missile Wing des Air Force Global Strike Command (AFGSC) wegen Verletzung ihrer Aufsichtspflichten entlassen. Die Offiziere sind für die nuklearen Interkontinentalraketen vom Typ Minuteman III zuständig. Bis zu 100 Soldaten sollen nach internen Ermittlungen zufolge Lösungen für eine monatliche Routineprüfung auf Mobiltelefonen gespeichert und an Kollegen weitergegeben haben. Der Kommandeur der Einheit, Colonel Rob Stanley, hat seinen Rücktritt eingereicht.[164]

### Freitag, 28. März 2014
- Abadiyah/Israel: Bei einer Razzia der Mishteret Yisrael gegen den illegalen Handel von Antiquitäten in West Bank (Judäa), entdecken die Behörden elf antike Knochenkästen. Die 2000 Jahre alten Ossuare waren mit Figuren versehen und hatten den eingravierten Namen des Verstorbenen, welche gemäß jüdischer Tradition beerdigt worden waren.[165]
- Brüssel/Belgien: Der Nordatlantikrat hat den früheren norwegischen Ministerpräsidenten Jens Stoltenberg zum neuen NATO-Generalsekretär bestimmt. Stoltenberg übernimmt am 1. Oktober 2014 das Amt von Anders Fogh Rasmussen.[166]
- Köln/Deutschland: Das Deutsche Zentrum für Luft- und Raumfahrt erweckt den Kometen-Lander „Philae“.[167]
- Manaus/Brasilien: Bei der Kollision eines Kleinbusses mit einem Lastwagen sterben 15 Menschen. Der Bundesstaat Amazonas ordnet im Anschluss an den Unfall eine dreitägige Trauerzeit an.[168]

### Samstag, 29. März 2014
- Al-Hasaka/Syrien: Nach sechsmonatiger Entführung kommt der Reporter Javier Espinosa und sein Fotograf Ricardo García Vilanova, der Zeitung El Mundo aus der Gefangenschaft der Terrorsplittergruppe Islamic State in Iraq wieder frei. Die beiden spanischen Journalisten waren am 16. September 2013 von ISIS, einer al-Qaida-nahen Gruppe in Tal Abyad entführt wurden.[169]
- Bratislava/Slowakei: Stichwahl zur Präsidentschaftswahl in der Slowakei 2014 zwischen Ministerpräsident Robert Fico (SMER) und dem parteilosen Herausforderer Andrej Kiska. Die Stichwahl gewinnt Kiska mit 59,4 Prozent der Stimmen.
- Chicago/Vereinigte Staaten: Der italienische Architekt Pier Carlo Bontempi erhält den Driehaus-Preis 2014 für traditionelle Architektur.[170][171]
- London/Vereinigtes Königreich: In England und Wales tritt das Gesetz zur Eheöffnung für gleichgeschlechtliche Paare in Kraft.[172]

### Sonntag, 30. März 2014
- Abuja/Nigeria: Bei einer Revolte unter Boko Haram Mitgliedern und anderen Gefängnisinsassen, im Aso Rock State Security Service Gefängnis, sterben mindestens 21 Menschen.[173]
- Ankara/Türkei: Die Kommunalwahl in der Türkei 2014 findet statt.
- Athen/Griechenland: Das griechische Parlament billigt eine Reihe von Reformgesetzen, u. a. für die Liberalisierung der Arbeitsmärkte und die Rekapitalisierung von Banken.[174]
- Bayern/Deutschland: In Bayern finden die Stichwahlen zu den Kommunalwahlen 2014 statt, darunter auch die zu den Oberbürgermeisterämtern von Erlangen, München, Regensburg und Würzburg.
- Chanty-Mansijsk/Russland: Der ehemalige Schachweltmeister Viswanathan Anand gewinnt das Kandidatenturnier für die Schachweltmeisterschaft 2014 und damit das Anrecht, den derzeitigen Weltmeister Magnus Carlsen herauszufordern. Es kommt somit zur Neuauflage des Endspiels der vorjährigen Weltmeisterschaft.[175]
- Chalet Hamdan/Israel: Bei Ausgrabungen im Karmel-Gebirge in der Nähe der Kebara-Höhle entdecken Archäologen bei Ausgrabungen Knochen eines rund 170.000 Jahre alten Nashorns.[176]
- Yuvacık/Türkei: Bei Ausschreitungen vor den Wahllokalen zur Kommunalwahl sterben in den Provinzen Hatay und Şanlıurfa mindestens 8 Menschen und 14 weitere werden verletzt.[177]

### Montag, 31. März 2014

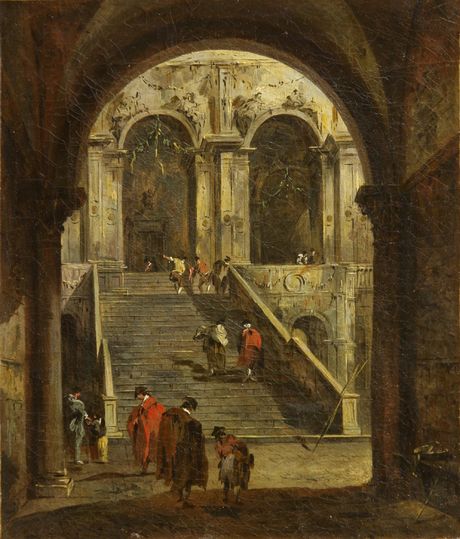
Francesco Guardis Gemälde Palasttreppe

- Beirut/Libanon: Der bisherige Metropolit und Patriarchalvikar für den Osten der USA Cyril Afrem Karim wird als Ignatius Aphrem II. zum syrisch-orthodoxen Patriarchen von Antiochien gewählt.[178]
- Berlin/Deutschland: Bundesaußenminister Frank-Walter Steinmeier gibt seinem polnischen Amtskollegen Radosław Sikorski das beim Überfall auf Polen 1939 von den Nationalsozialisten aus dem Nationalmuseum Warschau geraubte Gemälde Palasttreppe des italienischen Künstlers Francesco Guardi zurück.[179]
- Berlin/Deutschland: Die deutsche Umweltministerin Barbara Hendricks (SPD) bekräftigt nach Vorstellung des Fünften Sachstandsbericht des IPCC das deutsche Klimaziel, bis zum Jahr 2020 den CO2-Ausstoß um 40 Prozent gegenüber 1990 zu reduzieren und kündigt ein Sofortprogramm zum Klimaschutz an.[180]
- Den Haag/Niederlande: Der Internationale Gerichtshof in Den Haag untersagt der japanischen Regierung, weiterhin Walfang in der Antarktis zu betreiben.[181]
- Eastleigh/Kenia: Bei einer Anschlagsserie durch die Al-Shabaab sterben vor einer Mutter-Kind-Klinik und zwei Restaurants sechs Menschen, mindestens 25 weitere werden teilweise schwer verletzt.[182]
- Cholm/Afghanistan: Bei zwei Anschlägen in den Provinzen Kundus und Sar-i Pul sterben 18 Menschen. Ein Anschlag galt dem Politiker und lokalen Polizeichef Mohammad Omar Aqtash, der jedoch nicht verletzt wurde.[183]
- Paris/Frankreich: Einen Tag nach dem schlechten Abschneiden der Sozialistischen Partei (PS) bei den Kommunalwahlen, tritt der französische Regierungschef Jean-Marc Ayrault mit seiner Regierung zurück. Der bisherige Innenminister Manuel Valls soll neuer Premierminister werden.[184]
- Tel Aviv-Jaffa/Israel: Der frühere israelische Ministerpräsident Ehud Olmert (Kadima) wird wegen Bestechlichkeit im Amt und Korruption vom Bezirksgericht Tel Aviv verurteilt.[185]
- Winnipeg/Kanada: Verleihung der Juno Awards im MTS Centre in Downtown Winnipeg.[186]
- Yokohama/Japan: Der Weltklimarat der Vereinten Nationen (IPCC) sieht in seinem fünften Sachstandsbericht dramatische Klima-Risiken. CO2-Emissionen und steigende Temperaturen werden demnach auch das Risiko für Konflikte, Hungersnöte und Überflutungen in den kommenden Jahrzehnten vergrößern.[187]

## Weblinks

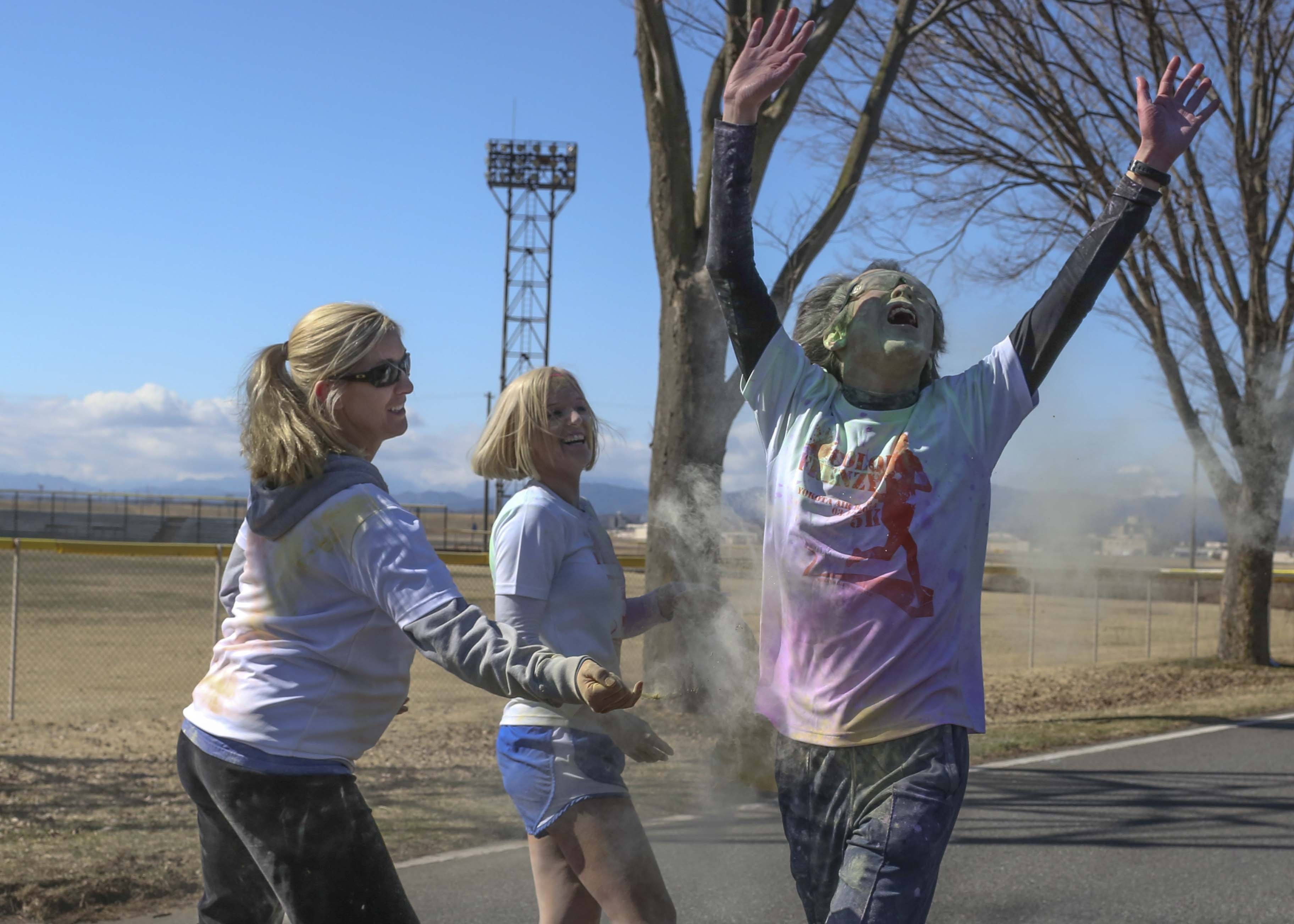
Japan im März 2014